# Askøy
Askøy sziget Norvégia Hordaland megyéjében, Askøy községben. A Bergen felé kapcsolatot teremtő Askøy híd 1992-es megnyitása óta népessége a betelepülőknek köszönhetően gyorsan emelkedik.

## Földrajz
A szigetet fjordok veszik körül: a Hjeltefjorden északon és nyugaton, a Byfjorden keleten, valamint a Herdlefjorden északkeleten.

## Népesség
A híd környéke, ahol Kleppestø és Strussham fekszik, valamint a keleti part, különösen a városias Florvaag település (amely évtizedek óta kiváló kompkapcsolattal rendelkezik Bergen belvárosával) sűrűn lakottak, míg a sziget északi és nyugati részén alacsony a népsűrűség.
Askøy az egyik leggyorsabban gyarapodó népességű terület az országban, mivel az Askøy híd 1992-es megnyitása óta számos ember települ ide Bergenből, Midhordlandból és Nordhordlandból.

## Fordítás
- Ez a szócikk részben vagy egészben az Askøy című angol Wikipédia-szócikk ezen változatának fordításán alapul.  Az eredeti cikk szerkesztőit annak laptörténete sorolja fel. Ez a jelzés csupán a megfogalmazás eredetét és a szerzői jogokat jelzi, nem szolgál a cikkben szereplő információk forrásmegjelöléseként.